# 낭시 전투
낭시 전투(Battle of Nancy)는 1477년 1월 5일 프랑스 도시 낭시(Nancy) 교외에서 부르고뉴 공작 용담공 샤를(Charles the Bold)과 로렌 공작 르네(René) 사이에서 일어난 부르고뉴 전쟁 최후의 결정적 전투이다. 르네의 군대가 승리하고, 사지가 절단된 샤를의 시신이 3일 후에 발견되었다.
샤를이 아들없이 사망하자 프랑스 루이 11세는 전통에 따라 부르고뉴를 왕실에 귀속시키려 했다. 그러나 샤를의 외동딸 부귀공 마리는 막시밀리안 1세와 결혼하여 이를 저지하였고, 네덜란드를 포함한 부르고뉴는 합스부르크 가문으로 넘어가게 되었다.

## 배경
1476년 부르고뉴 공작 샤를 1세는 로렌 공작 르네 2세의 군대로부터 로렌 공국의 수도 낭시(Nancy)를 탈환하기 위해 이곳을 포위했다. 심한 겨울이란 상황에도 불구하고, 샤를 1세는 날씨가 만약 호전된다면 시기를 놓쳐 재빨리 르네가 구원군을 이끌고 올 것 임을 알고 있었기에 어떻게든 공성전을 완료하려고 하였다.
12월 하순 르네는 로렌과 라인 저지 동맹(Lower Union of the Rhine)으로부터 10,000~12,000명, 스위스 연방에서 용병 10,000명을 집결시켜 1477년 1월 초순 낭시를 향해 진군을 개시했다. 눈이 쌓여 있음에도 불구하고, 그들은 1월 5일 이른아침 낭시에 도착했다. 샤를 1세은 르네의 군대가 가까이 왔음을 알았고, 낭시의 남쪽에 있는 강력한 방어거점에 군대의 대부분을 정렬시켰다.
그곳은 배후에 계곡물이 흐르는 골짜기로써 제일 좁은 장소에는 급경사에 나무가 우거져 있었다. 샤를 1세은 스위스 군대가 급경사를 내려가지 않으면 안 되는 것을 알았다. 그가 움직일 수 있는 정확한 인원수를 파악하는 것은 어려웠으나, 현대의 학자는 4,000명~8,000명 사이로 보고 있었다. 이 전투에서 근위병에게서 정원을 분리했기에 병력의 대부분은 졸병이었고, 이론적으로 많이 어림잡아도 실력의 50% 밖에 발휘하지 못했다.
샤를 1세은 르네의 군대가 가까이 왔다는 소식을 받고, 자신의 전략에 엄밀하게 따르는 방진을 조직했다. 보병중대와 헌병에게 30문의 야포를 언덕의 정상 정면에 배치하고, 말에 오른 기사(mounted knights)와 커틀러스(coutilliers)을 양익에 배치했다.
샤를 1세은 6개월 전 무르텐(Murten)에서 정찰에 대한 부족에 따른 값비싼 대가를 치렀지만 연합군은 그렇지 않았다. 시야가 2~3 야드를 넘지 않는 눈보라에도 불구하고, 연합군의 정찰대는 즉시 부르고뉴의 진지에 대해 정면공격을 가해 자군에게 커다란 손해를 야기할 수 있다는 것을 알 수 있게 했다.
스위스군은 7,000명의 보병부대와 2,000명의 기병부대로 이루어진 전위부대(포어후드,Vorhut)를 우익에서 공격하게 했고, 8,000명의 보병부대와 1,300명의 기병부대로 이루어진 주력부대(게발트후드, Gewalthut)는 부르고뉴 군의 좌측 옆구리를 공격하기 위해 어려운 길을 우회하여 행군해 나무가 우거지고 눈이 두텁게 쌓인 경사면 위에서 진지를 구축했으나, 부르고뉴군이 대기하던 장소는 시야에 들어오지 않았다. 수총병(handgunners) 800명으로 이루어진 작은 편성의 후위부대(나하후드,Nachhut)는 예비대로 돌려졌다.

## 전투

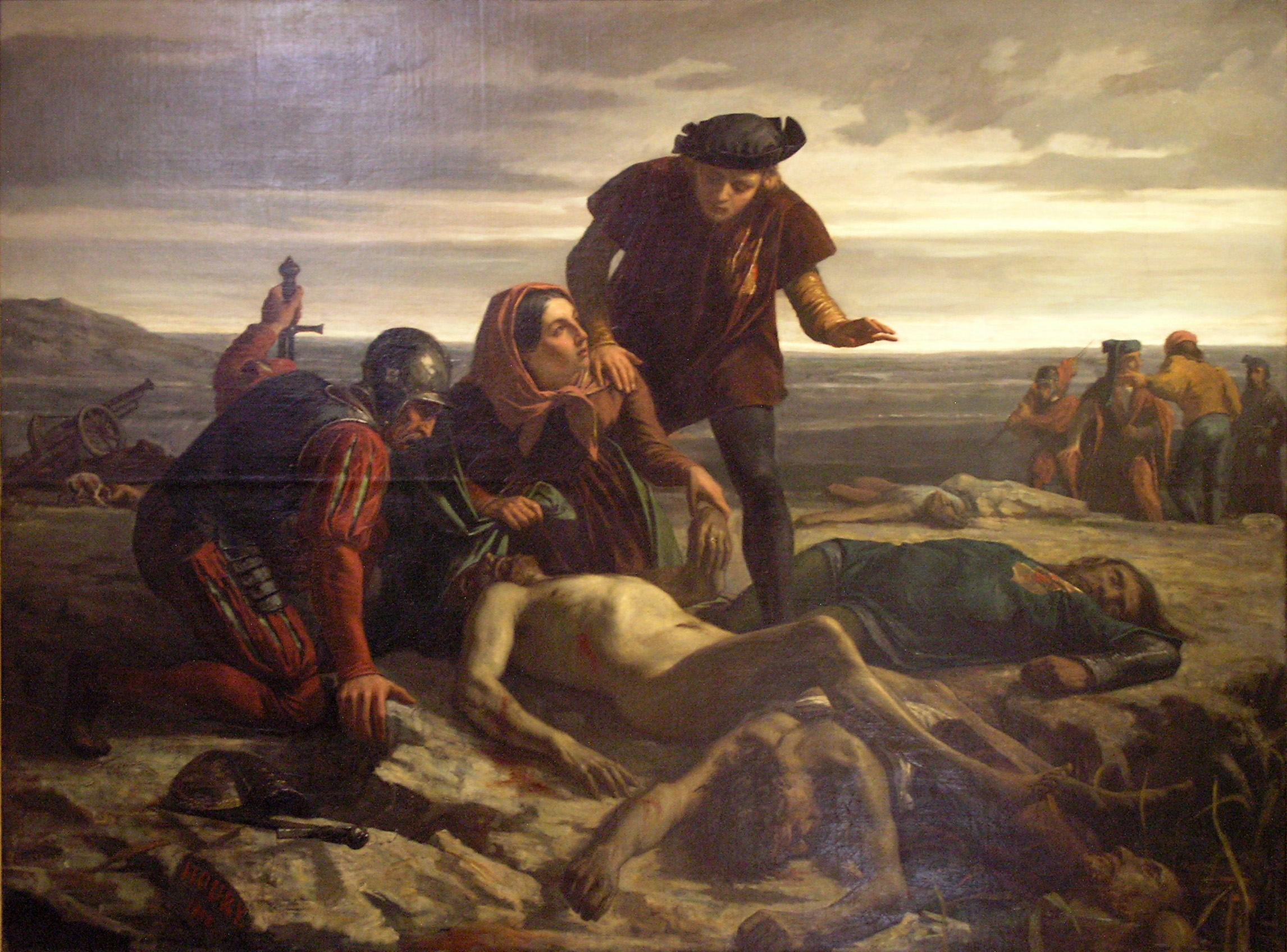
전투 후에 발견된 용담공 샤를의 시체.

대강 2시간 정도 행군한 후, 주력부대는 부르고뉴 진영의 즉 후방 경사면의 수풀에서 쐐기 모양의 방진을 조직해 나타났다. 스위스군의 뿔피리가 3번 울려 퍼지자, 스위스군은 부르고뉴 진영을 향해 고갯길을 내려가며 돌격했다. 대포는 대주력부대를 향해 재훈련을 받았으나 실전에서 충분한 위력을 발휘하지 못하고, 한번의 일제사격에서 죽은자들은 2명뿐이었다. 부르고뉴 군 우익의 기병은 스위스 보병의 집단을 격퇴했으나, 수적으로 우세한 스위스 보병과 수적으로 열세인 부르고뉴 보병의 방진의 일방적인 전투로 한쪽으로 밀릴 수밖에는 없었다.
스위스의 전위부대가 배후로 돌아가 부르고뉴 군의 좌익과 포병대를 공격했다. 스위스 주력부대가 전진해 샤를의 좌측 옆구리의 얇고 적은 숫자로 이루어진 부르고뉴 공국의 군대를 공격해 샤를 1세의 헛된 시도를 물거품으로 만들었다. 샤를과 지휘관은 최후까지 무너지는 군대를 재정비하기 위해 노력했으나 성공하지 못했다.
그의 소대는 패주했으나 최후에는 스위스군의 한 부대에게 포위되었다. 할버드(halberdier) 병이 재빨리 휘둘러 샤를의 머리에 퍼부어 치명적인 일격을 헬멧에 가했다.샤를 1세이 쓰러지는 모습은 보였으나, 그 주위는 전투로 인해 심한 혼잡을 이루었다.
그의 심하게 훼손된 시체가 확인된 것은 버려진 시체에서 공작 본인이라는 것을 판별할 때까지 3일이 걸렸다. 이로써 발루아-부르고뉴 가문의 사실상 최후의 부르고뉴 공작은 전사했다.

## 사후 영향
샤를 1세은 상속을 위한 적법한 아들이 없었고 그의 유일한 딸 마리만 남게 되었다. 샤를 1세의 영지인 부르고뉴는 왕자령으로 상속자가 단절되었을 때 프랑스 왕실로 귀속되는 전통이 있었다. 따라서 프랑스의 루이 11세는 군대를 동원하여 부르고뉴를 왕실에 귀속시키려했다. 또한 자신의 아들 도팽 샤를(훗날 샤를 8세)과 마리(샤를 1세의 딸)를 혼인시키려 했다. 그러나 마리는 막시밀리안 1세에게 도움을 요청한후 1477년 8월에 그와 혼인하여 그녀의 상속지를 지키려했다.
막시밀리안 1세와 루이 11세간에 무력충돌이 벌어졌는데, 1479년 8월에 벌어진 긴가트 전투에서 프랑스를 패배시키며 대부분의 부르고뉴 공국은 합스부르크 가문으로 넘어가게 되었다. 1482년 마리가 낙마사고로 사망하자 다시 영토분쟁이 불거졌다. 막시밀리안 1세는 루이 11세와 1482년 12월 23일에 아라스 조약을 맺고 영토분쟁을 마무리 짖고 자신의 2살된 딸 마르게리타와 루이 11세의 장남 도팽 샤를과 약혼시켰다.
훗날 프랑스 왕에 즉위한 샤를 8세는 마르게리타와 파혼한후 브리타뉴의 상속녀 안과 결혼한다. 샤를 8세는 1493년에 막시밀리안 1세와 상리스 조약을 맺고 마르게리타가 지참금으로 가져온 일부 브리고뉴 영지를 돌려주었다.

## 갤러리

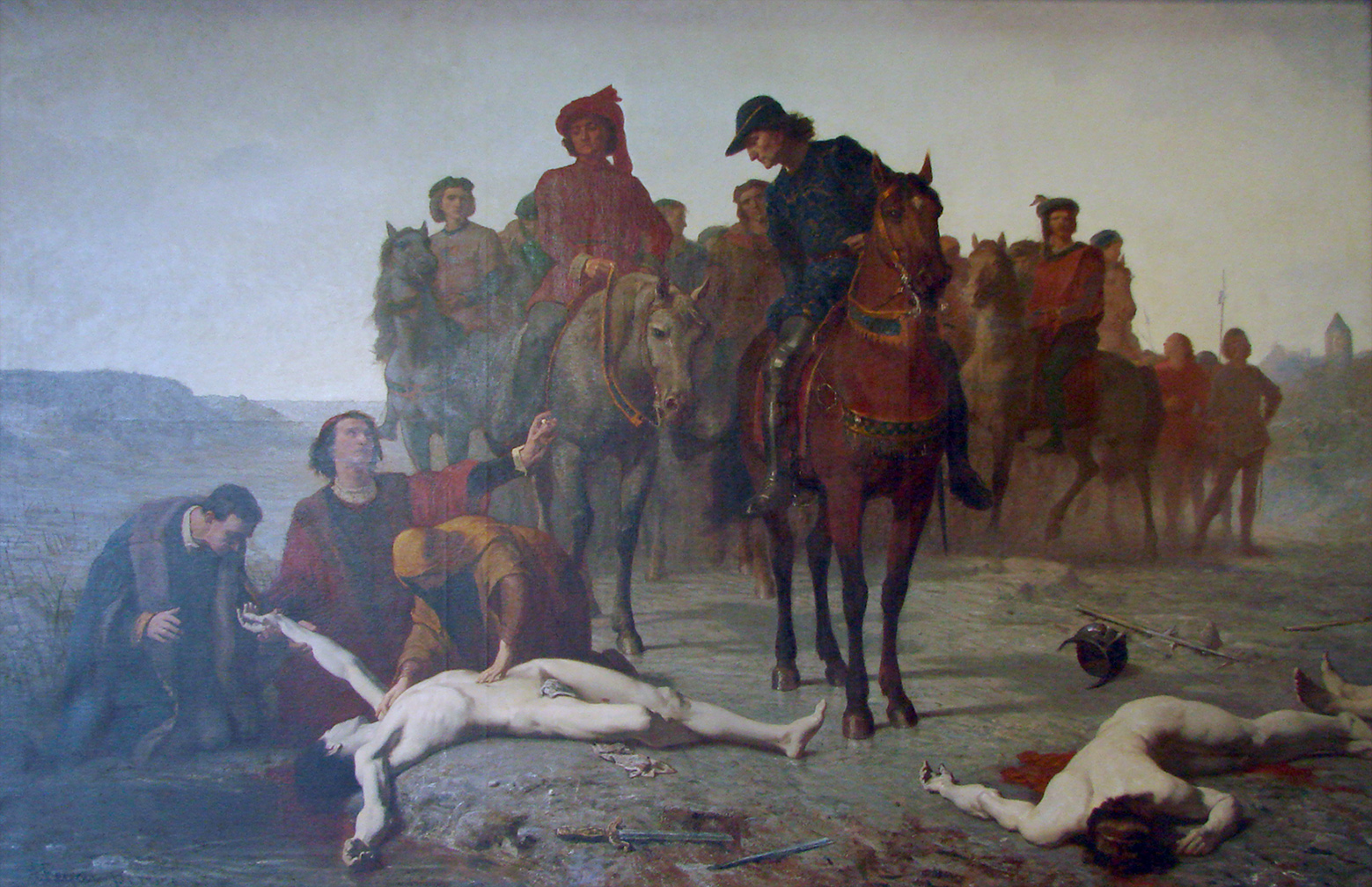
낭시 전투 이후 발견된 용담공 샤를 (1865년), Auguste Feyen-Perrin
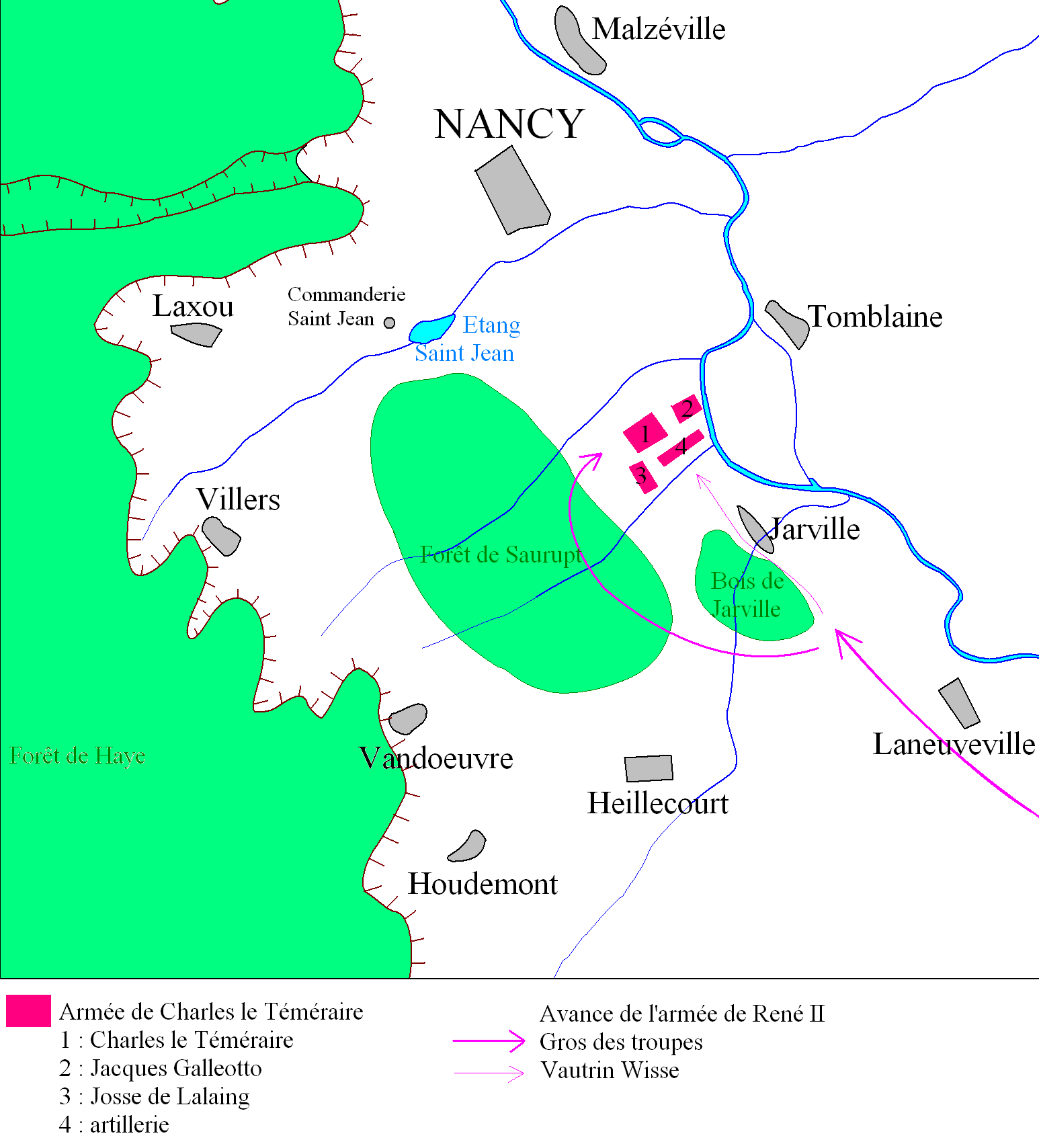
전투 지도
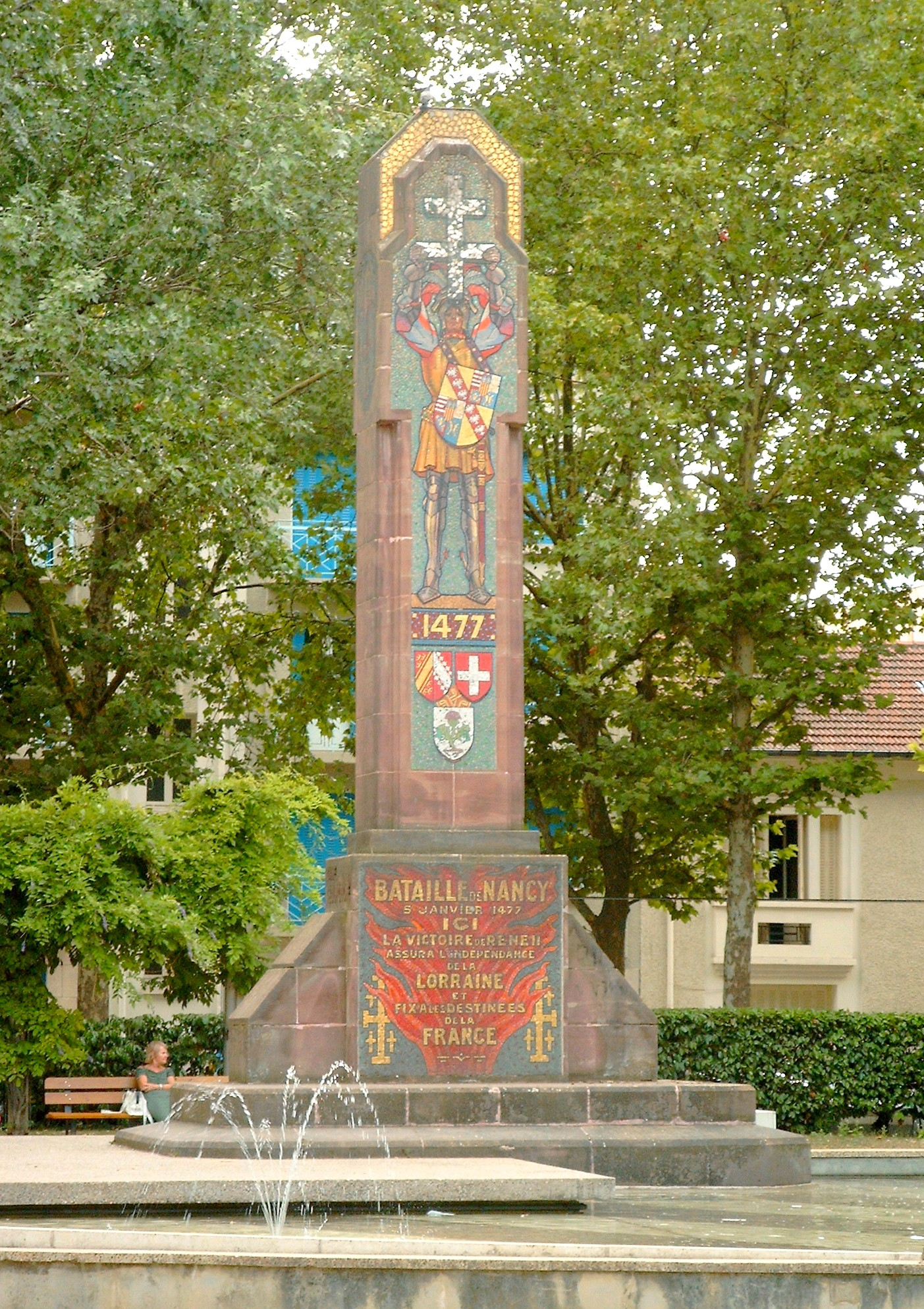
낭시 전투 기념비
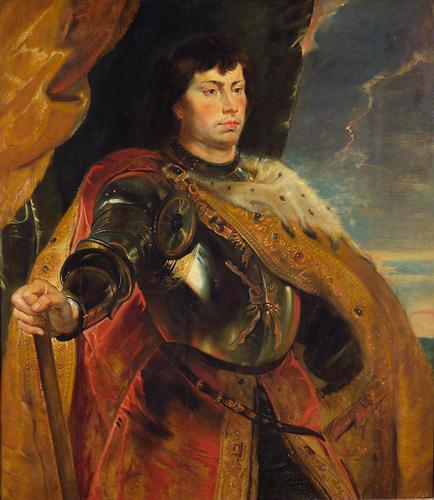
용담공 샤를
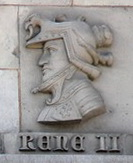
르네 2세의 부조

## 같이 보기
- 로렌 공작 르네 2세
- 용담공 샤를
- 부르고뉴 공국